# Bruchus ecalcaratus
Bruchus ecalcaratus là một loài bọ cánh cứng trong họ Bruchidae. Loài này được Daniel miêu tả khoa học năm 1908.